# Choi Kyoung-rok
Choi Kyoung-rok ['tʃɔɪ] (* 15. März 1995 in Seoul) ist ein südkoreanischer Fußballspieler. Der offensive Mittelfeldspieler steht bei Gwangju FC unter Vertrag.

## Karriere
Choi Kyoung-rok wechselte 2012 von der Ajou University in die Jugendakademie des FC St. Pauli. Nachdem er die Altersklassen bis zur U 23 durchlaufen hatte, rückte er 2015 in den Profikader auf. Dort traf er bei seinem Debüt in der 2. Bundesliga am 6. April 2015 (27. Spieltag) bei einem 4:0-Sieg im Heimspiel gegen Fortuna Düsseldorf zweimal, bereitete ein weiteres Tor vor und wurde in der 69. Minute durch Lennart Thy ersetzt.
Zur Saison 2018/19 wechselte Choi zum Drittligisten Karlsruher SC und unterzeichnete dort einen bis Juni 2021 datierten Vertrag. Am Ende der Saison stieg Choi mit dem KSC in die Zweite Bundesliga auf. Am Ende der Saison 2022/23 wurde sein auslaufender Vertrag nicht verlängert. Danach war Choi  bis Januar 2024 vereinslos und spielt seit dem für den Südkoreanischen Fußballverein Gwangju FC.